# Стрельня (Мосальський район)
Стрельня (рос. Стрельня) — присілок в Мосальському районі Калузької області Російської Федерації.
Населення становить 15 осіб. Входить до складу муніципального утворення Село Боровенськ.

## Історія
Від 2004 року входить до складу муніципального утворення Село Боровенськ.

## Населення
| 2002 | 2010 |
| ---- | ---- |
| 19   | ↘15  |